# Ruilopezia grisea
Ruilopezia grisea là một loài thực vật có hoa trong họ Cúc. Loài này được (Standl.) Cuatrec. miêu tả khoa học đầu tiên năm 1976.